# Lepthyphantes
Lepthyphantes Menge, 1866 è un genere di ragni appartenente alla famiglia Linyphiidae.
È il principale genere della sottofamiglia Micronetinae Hull, 1920.

## Distribuzione
Le centosessantasei specie oggi note di questo genere sono state rinvenute nella regione olartica: le specie dall'areale più vasto sono la L. alpinus, la L. leprosus e la L. minutus, reperite in varie località dell'intera regione olartica.

## Tassonomia
A questo genere sono state attribuite moltissime denominazioni che, secondo alcuni autori vi appartengono, secondo altri no. La classificazione seguita in questa sede rispecchia quella adottata dall'aracnologo Platnick e dagli altri studiosi della materia dell'AMNH; le maggiori discrepanze, dovute principalmente alla classificazione adottata dallo specialista dei Linyphiidae, Andrei Tanasevitch, sono qui puntualmente annotate.
Questo genere non è sinonimo anteriore di Oryphantes Hull, 1932, secondo un lavoro di Saaristo & Tanasevitch (1996b).
Dal 2011 non sono stati esaminati esemplari di questo genere.
A dicembre 2012, si compone di 166 specie e due sottospecie secondo Platnick e 170 specie e due sottospecie secondo Tanasevitch, di cui 5 specie sensu stricto (vedi), e 165 specie e due sottospecie sensu lato (vedi):
1. Lepthyphantes abditus Tanasevitch, 1986 — Russia
2. Lepthyphantes aberdarensis Russell-Smith & Jocqué, 1986 — Kenya
3. Lepthyphantes acoreensis Wunderlich, 1992 — Isole Azzorre
4. Lepthyphantes acuminifrons Bosmans, 1978 — Etiopia
5. Lepthyphantes aegeus Caporiacco, 1948 — Grecia
6. Lepthyphantes aelleni Denis, 1957 — Marocco
7. Lepthyphantes afer (Simon, 1913) — Algeria
8. Lepthyphantes agnellus Maurer & Thaler, 1988 — Francia, Italia
9. Lepthyphantes ajoti Bosmans, 1991 — Algeria
10. Lepthyphantes albimaculatus (O. P.-Cambridge, 1873) — Isola Sant'Elena
11. Lepthyphantes albuloides (O. P.-Cambridge, 1872) — Cipro, Israele
12. Lepthyphantes aldersoni Levi & Levi, 1955 — Canada
13. Lepthyphantes allegrii Caporiacco, 1935 — Karakorum
14. Lepthyphantes alpinus (Emerton, 1882) — Regione olartica
15. Lepthyphantes altissimus Hu, 2001 — Cina
16. Lepthyphantes annulipes Caporiacco, 1935 — Karakorum
17. Lepthyphantes arcticus (Keyserling, 1886) — Alaska
18. Lepthyphantes badhkyzensis Tanasevitch, 1986 — Turkmenistan
19. Lepthyphantes bakeri Scharff, 1990 — Tanzania
20. Lepthyphantes balearicus Denis, 1961 — Isole Baleari
21. Lepthyphantes bamboutensis Bosmans, 1986 — Camerun
22. Lepthyphantes bamilekei Bosmans, 1986 — Camerun
23. Lepthyphantes beckeri Wunderlich, 1973 — Germania
24. Lepthyphantes beroni Deltshev, 1979 — Grecia
25. Lepthyphantes beshkovi Deltshev, 1979 — Creta
26. Lepthyphantes bhudbari Tikader, 1970 — India
27. Lepthyphantes bidentatus Hormiga & Ribera, 1990 — Spagna
28. Lepthyphantes bigerrensis Simon, 1929 — Francia
29. Lepthyphantes biseriatus Simon & Fage, 1922 — Kenya
  - Lepthyphantes biseriatus infans Simon & Fage, 1922 — Africa orientale
30. Lepthyphantes bituberculatus Bosmans, 1978 — Etiopia
31. Lepthyphantes brevihamatus Bosmans, 1985 — Marocco
32. Lepthyphantes brignolianus Deltshev, 1979 — Creta
33. Lepthyphantes buensis Bosmans & Jocqué, 1983 — Camerun
34. Lepthyphantes carlittensis Denis, 1952 — Francia
35. Lepthyphantes cavernicola Paik & Yaginuma, 1969 — Corea
36. Lepthyphantes centromeroides Kulczyński, 1914 — Penisola balcanica, Bulgaria, Romania
  - Lepthyphantes centromeroides carpaticus Dumitrescu & Georgescu, 1970 — Romania
37. Lepthyphantes chamberlini Schenkel, 1950 — USA, Canada
38. Lepthyphantes chita Scharff, 1990 — Tanzania
39. Lepthyphantes christodeltshev van Helsdingen, 2009 — Grecia
40. Lepthyphantes concavus (Oi, 1960) — Giappone
41. Lepthyphantes constantinescui Georgescu, 1989 — Romania
42. Lepthyphantes coomansi Bosmans, 1979 — Kenya
43. Lepthyphantes corfuensis Wunderlich, 1995 — Grecia
44. Lepthyphantes corsicos Wunderlich, 1980 — Corsica
45. Lepthyphantes cruciformis Tanasevitch, 1989 — Kirghizistan
46. Lepthyphantes cruentatus Tanasevitch, 1987[3] — Russia, Georgia
47. Lepthyphantes cultellifer Schenkel, 1936 — Cina
48. Lepthyphantes deosaicola Caporiacco, 1935 — Karakorum
49. Lepthyphantes dilutus (Thorell, 1875) — Svezia
50. Lepthyphantes dolichoskeles Scharff, 1990 — Tanzania
51. Lepthyphantes eleonorae Wunderlich, 1995 — Sardegna
52. Lepthyphantes emarginatus Fage, 1931 — Algeria
53. Lepthyphantes encaustus (Becker, 1879) — Moldavia
54. Lepthyphantes erigonoides Schenkel, 1936 — Cina
55. Lepthyphantes escapus Tanasevitch, 1989 — Turkmenistan
56. Lepthyphantes eugeni Roewer, 1942 — Francia, Spagna
57. Lepthyphantes exvaginatus Deeleman-Reinhold, 1984 — Algeria
58. Lepthyphantes fagei Machado, 1939 — Spagna
59. Lepthyphantes fernandezi Berland, 1924 — Isole Juan Fernandez
60. Lepthyphantes furcillifer Chamberlin & Ivie, 1933 — USA
61. Lepthyphantes gadesi Fage, 1931 — Spagna
62. Lepthyphantes garganicus Caporiacco, 1951 — Italia
63. Lepthyphantes hamifer Simon, 1884 — Regione paleartica
64. Lepthyphantes hirsutus Tanasevitch, 1988 — Russia
65. Lepthyphantes hissaricus Tanasevitch, 1989 — Tagikistan
66. Lepthyphantes howelli Jocqué & Scharff, 1986 — Tanzania
67. Lepthyphantes huberti Wunderlich, 1980 — Corsica
68. Lepthyphantes hublei Bosmans, 1986 — Camerun
69. Lepthyphantes hummeli Schenkel, 1936 — Cina
70. Lepthyphantes ibericus Ribera, 1981 — Spagna
71. Lepthyphantes impudicus Kulczynski, 1909 — Madeira
72. Lepthyphantes incertissimus Caporiacco, 1935 — Karakorum
73. Lepthyphantes inopinatus Locket, 1968 — Congo
74. Lepthyphantes intricatus (Emerton, 1911) — USA, Canada
75. Lepthyphantes iranicus Saaristo & Tanasevitch, 1996[3] — Iran
76. Lepthyphantes japonicus Oi, 1960 — Giappone
77. Lepthyphantes kansuensis Schenkel, 1936 — Cina
78. Lepthyphantes kekenboschi Bosmans, 1979 — Kenya
79. Lepthyphantes kenyensis Bosmans, 1979 — Kenya
80. Lepthyphantes kilimandjaricus Tullgren, 1910 — Tanzania
81. Lepthyphantes kolymensis Tanasevitch & Eskov, 1987 — Russia
82. Lepthyphantes kratochvili Fage, 1945 — Creta
83. Lepthyphantes laguncula Denis, 1937 — Algeria
84. Lepthyphantes latrobei Millidge, 1995 — Krakatoa
85. Lepthyphantes latus Paik, 1965 — Corea
86. Lepthyphantes lebronneci Berland, 1935 — Isole Marchesi
87. Lepthyphantes leprosus (Ohlert, 1865)[3] — Regione olartica, Cile
88. Lepthyphantes leucocerus Locket, 1968 — Angola
89. Lepthyphantes leucopygus Denis, 1939 — Francia
90. Lepthyphantes ligulifer Denis, 1952 — Romania
91. Lepthyphantes lingsoka Tikader, 1970 — India
92. Lepthyphantes linzhiensis Hu, 2001 — Cina
93. Lepthyphantes locketi van Helsdingen, 1977 — Angola, Kenya
94. Lepthyphantes longihamatus Bosmans, 1985 — Marocco
95. Lepthyphantes louettei Jocqué, 1985 — Isole Comore
96. Lepthyphantes lundbladi Schenkel, 1938 — Madeira
97. Lepthyphantes luteipes (L. Koch, 1879) — Russia, Kazakistan, Mongolia, Giappone
98. Lepthyphantes maculatus (Banks, 1900) — USA
99. Lepthyphantes maesi Bosmans, 1986 — Camerun
100. Lepthyphantes magnesiae Brignoli, 1979 — Grecia
101. Lepthyphantes manengoubensis Bosmans, 1986 — Camerun
102. Lepthyphantes mauli Wunderlich, 1992 — Madeira
103. Lepthyphantes maurusius Brignoli, 1978 — Marocco
104. Lepthyphantes mbaboensis Bosmans, 1986 — Camerun
105. Lepthyphantes meillonae Denis, 1953 — Francia
106. Lepthyphantes messapicus Caporiacco, 1939 — Italia
107. Lepthyphantes micromegethes Locket, 1968 — Angola
108. Lepthyphantes microserratus Petrunkevitch, 1930 — Puerto Rico
109. Lepthyphantes minusculus Locket, 1968 — Congo
110. Lepthyphantes minutus (Blackwall, 1833)[3] — Regione olartica
111. Lepthyphantes msuyai Scharff, 1990 — Tanzania
112. Lepthyphantes natalis Bosmans, 1986 — Camerun
113. Lepthyphantes nenilini Tanasevitch, 1988 — Russia
114. Lepthyphantes neocaledonicus Berland, 1924 — Nuova Caledonia
115. Lepthyphantes nigridorsus Caporiacco, 1935 — Karakorum
116. Lepthyphantes nigropictus Bosmans, 1979 — Kenya
117. Lepthyphantes nitidior Simon, 1929[4] — Francia
118. Lepthyphantes nodifer Simon, 1884 — Europa
119. Lepthyphantes noronhensis Rodrigues, Brescovit & Freitas, 2008 — Brasile
120. Lepthyphantes notabilis Kulczynski, 1887 — Europa Centrale
121. Lepthyphantes obtusicornis Bosmans, 1979 — Kenya
122. Lepthyphantes okuensis Bosmans, 1986 — Camerun
123. Lepthyphantes opilio Simon, 1929 — Francia
124. Lepthyphantes palmeroensis Wunderlich, 1992[5] — Isole Canarie
125. Lepthyphantes pannonicus Kolosváry, 1935 — Ungheria
126. Lepthyphantes paoloi Wunderlich, 1995 — Sardegna
127. Lepthyphantes patulus Locket, 1968 — Angola
128. Lepthyphantes pennatus Scharff, 1990 — Tanzania
129. Lepthyphantes perfidus Tanasevitch, 1985 — Asia Centrale
130. Lepthyphantes phallifer Fage, 1931[6] — Spagna
131. Lepthyphantes phialoides Scharff, 1990 — Tanzania
132. Lepthyphantes pieltaini Machado, 1940 — Marocco
133. Lepthyphantes pratorum Caporiacco, 1935 — Karakorum
134. Lepthyphantes rainieri Emerton, 1926 — Canada
135. Lepthyphantes rimicola Lawrence, 1964 — Sudafrica
136. Lepthyphantes ritae Bosmans, 1985 — Spagna, Marocco, Algeria, Tunisia
137. Lepthyphantes rubescens Emerton, 1926[7] — Canada
138. Lepthyphantes rudrai Tikader, 1970 — India
139. Lepthyphantes ruwenzori Jocqué, 1985 — Congo, Uganda
140. Lepthyphantes sardous Gozo, 1908[8] — Sardegna
141. Lepthyphantes saurensis Eskov, 1995 — Kazakistan
142. Lepthyphantes serratus Oi, 1960 — Giappone
143. Lepthyphantes silvamontanus Bosmans & Jocqué, 1983 — Camerun
144. Lepthyphantes simiensis Bosmans, 1978[3] — Etiopia
145. Lepthyphantes speculae Denis, 1959 — Libano
146. Lepthyphantes striatiformis Caporiacco, 1934 — Karakorum
147. Lepthyphantes strinatii Hubert, 1970 — Tunisia
148. Lepthyphantes styx Wunderlich, 2011[5] — Isole Canarie
149. Lepthyphantes subtilis Tanasevitch, 1989 — Kirghizistan
150. Lepthyphantes tamara Chamberlin & Ivie, 1943 — USA
151. Lepthyphantes tenerrimus Simon, 1929 — Francia
152. Lepthyphantes thienemanni Schenkel, 1925 — Germania
153. Lepthyphantes todillus Simon, 1929 — Francia
154. Lepthyphantes trivittatus Caporiacco, 1935 — Karakorum
155. Lepthyphantes tropicalis Tullgren, 1910 — Tanzania
156. Lepthyphantes tullgreni Bosmans, 1978 — Tanzania
157. Lepthyphantes turanicus Tanasevitch & Fet, 1986 — Turkmenistan
158. Lepthyphantes turbatrix (O. P.-Cambridge, 1877) — America settentrionale, Groenlandia
159. Lepthyphantes ultimus Tanasevitch, 1989 — Tagikistan
160. Lepthyphantes umbratilis (Keyserling, 1886) — USA
161. Lepthyphantes vanstallei Bosmans, 1986 — Camerun
162. Lepthyphantes venereus Simon, 1913 — Algeria
163. Lepthyphantes vividus Denis, 1955 — Libano
164. Lepthyphantes yushuensis Hu, 2001 — Cina
165. Lepthyphantes zaragozai Ribera, 1981 — Spagna
166. Lepthyphantes zhangmuensis Hu, 2001 — Cina

### Specie trasferite
Il genere è andato accrescendosi nel tempo di un cospicuo numero di specie, assumendo in sé le caratteristiche basilari dei Linyphiidae e dei Micronetinae in particolare. A partire dal 1992, un lavoro dell'aracnologo Tanasevitch iniziò a portare un po' d'ordine fra le oltre 350 specie allora conosciute. Poco alla volta sono state individuate particolarità precipue di gruppi di specie che hanno consentito di istituire vari generi a partire dal gran numero di Lepthyphantes descritti. Il lavoro di trasferimento e di istituzione di nuovi generi prosegue tutt'oggi e, al 2012, oltre 400 specie ex-Lepthyphantes sono state trasferite ad altri generi:
1. Lepthyphantes abiskoensis Holm, 1945; trasferita al genere Abiskoa.
2. Lepthyphantes aculifer Tanasevitch, 1988; trasferita al genere Mughiphantes.
3. Lepthyphantes aduncus Zhu, Li & Sha, 1986; trasferita al genere Tenuiphantes.
4. Lepthyphantes aequalis Tanasevitch, 1987; trasferita al genere Tenuiphantes.
5. Lepthyphantes affinitatus (Strand, 1901); trasferita al genere Incestophantes.
6. Lepthyphantes afghanus Denis, 1958; trasferita al genere Mughiphantes.
7. Lepthyphantes agressus Chamberlin & Ivie, 1943; trasferita al genere Poeciloneta.
8. Lepthyphantes alacris (Blackwall, 1853); trasferita al genere Tenuiphantes.
9. Lepthyphantes alascensis Banks, 1900; trasferita al genere Bathyphantes.
10. Lepthyphantes albipes (Bösenberg, 1902); trasferita al genere Improphantes.
11. Lepthyphantes alticola Tanasevitch, 1987; trasferita al genere Mughiphantes.
12. Lepthyphantes altus Tanasevitch, 1986; trasferita al genere Palliduphantes.
13. Lepthyphantes alutacius Simon, 1884; trasferita al genere Palliduphantes.
14. Lepthyphantes amotus Tanasevitch, 1990; trasferita al genere Incestophantes.
15. Lepthyphantes amurensis Tanasevitch, 1988; trasferita al genere Crispiphantes.
16. Lepthyphantes anachoretus Tanasevitch, 1987; trasferita al genere Mughiphantes.
17. Lepthyphantes ancatus Li & Zhu, 1989; trasferita al genere Tenuiphantes.
18. Lepthyphantes ancoriformis Tanasevitch, 1987[9]; trasferita al genere Mughiphantes.
19. Lepthyphantes angulatus (O. P.-Cambridge, 1881); trasferita al genere Oryphantes.
20. Lepthyphantes angulipalpis (Westring, 1851); trasferita al genere Anguliphantes.
21. Lepthyphantes angustiformis Simon, 1884; trasferita al genere Palliduphantes.
22. Lepthyphantes annulatus Kulczyński, 1882; trasferita al genere Incestophantes.
23. Lepthyphantes annulatus rhaeticus Lessert, 1905; trasferita al genere Incestophantes.
24. Lepthyphantes antroniensis Schenkel, 1933; trasferita al genere Palliduphantes.
25. Lepthyphantes appalachia Chamberlin & Ivie, 1944; trasferita al genere Tenuiphantes.
26. Lepthyphantes arboreus (Emerton, 1915); trasferita al genere Agnyphantes.
27. Lepthyphantes arciger (Kulczynski, 1882); trasferita al genere Mansuphantes.
28. Lepthyphantes arcuatulus Roewer, 1942; trasferita al genere Arcuphantes.
29. Lepthyphantes arenicola Denis, 1964; trasferita al genere Palliduphantes.
30. Lepthyphantes aridus (Thorell, 1875); trasferita al genere Mansuphantes.
31. Lepthyphantes arlaudi Denis, 1954; trasferita al genere Mughiphantes.
32. Lepthyphantes armatus Kulczynski, 1905; trasferita al genere Mughiphantes.
33. Lepthyphantes asceticus Tanasevitch, 1987; trasferita al genere Ascetophantes.
34. Lepthyphantes aspromontis Caporiacco, 1949; trasferita al genere Tenuiphantes.
35. Lepthyphantes ateripes Tanasevitch, 1988; trasferita al genere Tenuiphantes.
36. Lepthyphantes atlassahariensis Bosmans, 1991; trasferita al genere Canariphantes.
37. Lepthyphantes audax Sørensen, 1898; trasferita al genere Improphantes.
38. Lepthyphantes aurantiipes Simon, 1929; trasferita al genere Mughiphantes.
39. Lepthyphantes auruncus  Brignoli, 1979; trasferita al genere Mansuphantes.
40. Lepthyphantes australis Tullgren, 1901; trasferita al genere Notholepthyphantes.
41. Lepthyphantes azumiensis Oi, 1979; trasferita al genere Himalaphantes.
42. Lepthyphantes bacelarae Schenkel, 1938; trasferita al genere Obscuriphantes.
43. Lepthyphantes baebleri Lessert, 1910; trasferita al genere Mughiphantes.
44. Lepthyphantes balcanicus Drensky, 1931; trasferita al genere Antrohyphantes.
45. Lepthyphantes bergstroemi Schenkel, 1931; trasferita al genere Flagelliphantes.
46. Lepthyphantes berlandi Fage, 1931; trasferita al genere Bordea.
47. Lepthyphantes berthae Levi & Levi, 1955; trasferita al genere Poeciloneta.
48. Lepthyphantes beticus Denis, 1957; trasferita al genere Improphantes.
49. Lepthyphantes biconicus Tanasevitch, 1992; trasferita al genere Improphantes.
50. Lepthyphantes bifurcatoides Tanasevitch, 1987; trasferita al genere Claviphantes.
51. Lepthyphantes bifurcatus Tanasevitch, 1987; trasferita al genere Claviphantes.
52. Lepthyphantes bifurcus Locket, 1968; trasferita al genere Helsdingenia.
53. Lepthyphantes bihamatus (Emerton, 1882); trasferita al genere Poeciloneta.
54. Lepthyphantes bipartitus Tanasevitch, 1989; trasferita al genere Bolyphantes.
55. Lepthyphantes bipilis Kulczynski, 1885; trasferita al genere Oryphantes.
56. Lepthyphantes biseulsanensis Paik, 1985; trasferita al genere Crispiphantes.
57. Lepthyphantes bkheitae Bosmans & Bouragba, 1992; trasferita al genere Megalepthyphantes.
58. Lepthyphantes bolivari Fage, 1931; trasferita al genere Palliduphantes.
59. Lepthyphantes bonneti Schenkel, 1963; trasferita al genere Tchatkalophantes.
60. Lepthyphantes borealis Braendegaard, 1932; trasferita al genere Tenuiphantes.
61. Lepthyphantes brevipes (Keyserling, 1886); trasferita al genere Meioneta.
62. Lepthyphantes brignolii Kratochvíl, 1978; trasferita al genere Palliduphantes.
63. Lepthyphantes brincki van Helsdingen, 1985; trasferita al genere Nesioneta.
64. Lepthyphantes brunneri Thaler, 1984; trasferita al genere Mughiphantes.
65. Lepthyphantes byzantinus Fage, 1931; trasferita al genere Palliduphantes.
66. Lepthyphantes cadiziensis Wunderlich, 1980; trasferita al genere Palliduphantes.
67. Lepthyphantes calcaratus (Emerton, 1909); trasferita al genere Poeciloneta.
68. Lepthyphantes camelus Tanasevitch, 1990; trasferita al genere Megalepthyphantes.
69. Lepthyphantes camtchadalicus Tanasevitch, 1988; trasferita al genere Incestophantes.
70. Lepthyphantes camtschaticus Kulczynski, 1926; trasferita al genere Tenuiphantes.
71. Lepthyphantes canariensis Wunderlich, 1987; trasferita al genere Tenuiphantes.
72. Lepthyphantes carnica van Helsdingen, 1982; trasferita al genere Mughiphantes.
73. Lepthyphantes carri Jackson, 1913; trasferita al genere Midia.
74. Lepthyphantes carusoi Brignoli, 1979; trasferita al genere Palliduphantes.
75. Lepthyphantes cavicola (Simon, 1884); trasferita al genere Bordea.
76. Lepthyphantes cebennicus Simon, 1929; trasferita al genere Palliduphantes.
77. Lepthyphantes ceretanus Denis, 1962; trasferita al genere Palliduphantes.
78. Lepthyphantes cericeus (Saito, 1934); trasferita al genere Herbiphantes.
79. Lepthyphantes cerinus (L. Koch, 1879); trasferita al genere Anguliphantes.
80. Lepthyphantes cernuus Simon, 1884; trasferita al genere Palliduphantes.
81. Lepthyphantes ceylonicus van Helsdingen, 1985; trasferita al genere Helsdingenia.
82. Lepthyphantes charlottae Wunderlich, 1969; trasferita al genere Palliduphantes.
83. Lepthyphantes chuktshorum Marusik, 1991; trasferita al genere Mughiphantes.
84. Lepthyphantes cinereus Tanasevitch, 1986; trasferita al genere Piniphantes.
85. Lepthyphantes cirratus Thaler, 1986; trasferita al genere Piniphantes.
86. Lepthyphantes cirtensis Simon, 1910; trasferita al genere Troglohyphantes.
87. Lepthyphantes cognatus Tanasevitch, 1992; trasferita al genere Oryphantes.
88. Lepthyphantes coiffaitiDenis, 1953; trasferita al genere Bordea.
89. Lepthyphantes collinus (L. Koch, 1872); trasferita al genere Megalepthyphantes.
90. Lepthyphantes collinus occidentalis Machado, 1949; trasferita al genere Megalepthyphantes.
91. Lepthyphantes complicatus (Emerton, 1882); trasferita al genere Improphantes.
92. Lepthyphantes concinnella (Roewer, 1942); trasferita al genere Tenuiphantes.
93. Lepthyphantes congener (O. P.-Cambridge, 1872); trasferita al genere Frontinellina.
94. Lepthyphantes conradini Brignoli, 1971; trasferita al genere Palliduphantes.
95. Lepthyphantes contortus Tanasevitch, 1986; trasferita al genere Tenuiphantes.
96. Lepthyphantes cornutus Schenkel, 1927; trasferita al genere Mughiphantes.
97. Lepthyphantes cracens Zorsch, 1937; trasferita al genere Tenuiphantes.
98. Lepthyphantes cristatus (Menge, 1866); trasferita al genere Tenuiphantes.
99. Lepthyphantes cristatus pallidus Miller & Kratochvíl, 1938; trasferita al genere Formiphantes.
100. Lepthyphantes crucifer (Menge, 1866); trasferita al genere Incestophantes.
101. Lepthyphantes cruciger (Blackwall, 1863); trasferita al genere Kaestneria.
102. Lepthyphantes culicinus Simon, 1884; trasferita al genere Palliduphantes.
103. Lepthyphantes curvus Tanasevitch, 1992; trasferita al genere Anguliphantes.
104. Lepthyphantes cymbialis Tanasevitch, 1988; trasferita al genere Incestophantes.
105. Lepthyphantes decipiens (L. Koch, 1879); trasferita al genere Decipiphantes.
106. Lepthyphantes decolor (Westring, 1861); trasferita al genere Improphantes.
107. Lepthyphantes decoratus (Banks, 1892); trasferita al genere Tenuiphantes.
108. Lepthyphantes denisi Schenkel, 1963; trasferita al genere Denisiphantes.
109. Lepthyphantes dentatidens Simon, 1929; trasferita al genere Palliduphantes.
110. Lepthyphantes dentatus Tao, Li & Zhu, 1995; trasferita al genere Anguliphantes.
111. Lepthyphantes denticulatus Zhu, Li & Sha, 1986; trasferita al genere Himalaphantes.
112. Lepthyphantes digitulus Thaler, 1987; trasferita al genere Indophantes.
113. Lepthyphantes distichus Tanasevitch, 1986; trasferita al genere Bolyphantes.
114. Lepthyphantes djazairi Bosmans, 1985; trasferita al genere Canariphantes.
115. Lepthyphantes drenskyi van Helsdingen, 1977; trasferita al genere Tenuiphantes.
116. Lepthyphantes duplicatus Emerton, 1913; trasferita al genere Incestophantes.
117. Lepthyphantes dybowskii (O. P.-Cambridge, 1873); trasferita al genere Anguliphantes.
118. Lepthyphantes ebinoensis Oi, 1979; trasferita al genere Saaristoa.
119. Lepthyphantes ecclesiasticus Denis, 1959; trasferita al genere Bordea.
120. Lepthyphantes enormitus Tanasevitch, 1988; trasferita al genere Epibellowia.
121. Lepthyphantes epaminondae Brignoli, 1979; trasferita al genere Palliduphantes.
122. Lepthyphantes epigynatus Tanasevitch, 1988; trasferita al genere Epigyphantes.
123. Lepthyphantes ericaeus (Blackwall, 1853); trasferita al genere Palliduphantes.
124. Lepthyphantes exiguus Holm, 1939; trasferita al genere Palliduphantes.
125. Lepthyphantes expunctus (O. P.-Cambridge, 1875); trasferita al genere Agnyphantes.
126. Lepthyphantes extensus Locket, 1968; trasferita al genere Helsdingenia.
127. Lepthyphantes fagicola Simon, 1929; trasferita al genere Palliduphantes.
128. Lepthyphantes falcatus Bosmans, 1979; trasferita al genere Improphantes.
129. Lepthyphantes falteronensis Caporiacco, 1936; trasferita al genere Tenuiphantes.
130. Lepthyphantes faustus Tanasevitch, 1987; trasferita al genere Mughiphantes.
131. Lepthyphantes fissus Kulczynski, 1926; trasferita al genere Wubanoides.
132. Lepthyphantes flagellifer Tanasevitch, 1988; trasferita al genere Flagelliphantes.
133. Lepthyphantes flavipes (Blackwall, 1854); trasferita al genere Tenuiphantes.
134. Lepthyphantes flexilis Tanasevitch, 1986; trasferita al genere Improphantes.
135. Lepthyphantes floriana van Helsdingen, 1977; trasferita al genere Tenuiphantes.
136. Lepthyphantes florentinus Caporiacco, 1947; trasferita al genere Palliduphantes.
137. Lepthyphantes fogarasensis Weiss, 1986; trasferita al genere Tenuiphantes.
138. Lepthyphantes foliatus Denis, 1945; trasferita al genere Tenuiphantes.
139. Lepthyphantes fragilis (Thorell, 1875); trasferita al genere Mansuphantes.
140. Lepthyphantes frigidus Simon, 1884; trasferita al genere Incestophantes.
141. Lepthyphantes fructuosus (Keyserling, 1886); trasferita al genere Poeciloneta.
142. Lepthyphantes fulvus Wunderlich, 1987; trasferita al genere Tenuiphantes.
143. Lepthyphantes furcabilis Wunderlich, 1987; trasferita al genere Improphantes.
144. Lepthyphantes furcatus (Emerton, 1913); trasferita al genere Poeciloneta.
145. Lepthyphantes gallicus Simon, 1929; trasferita al genere Tenuiphantes.
146. Lepthyphantes geminus Tanasevitch, 1982; trasferita al genere Oryphantes.
147. Lepthyphantes geniculatus Kulczynski, 1898; trasferita al genere Improphantes.
148. Lepthyphantes gladiolus Simon, 1884; trasferita al genere Mansuphantes.
149. Lepthyphantes grandiculus Tanasevitch, 1987; trasferita al genere Himalaphantes.
150. Lepthyphantes gregori Miller, 1947; trasferita al genere Troglohyphantes.
151. Lepthyphantes gueorguievi Deltshev, 1980; trasferita al genere Palliduphantes.
152. Lepthyphantes hadzii Miller & Polenec, 1975; trasferita al genere Mughiphantes.
153. Lepthyphantes halonatus Li & Zhu, 1995; trasferita al genere Indophantes.
154. Lepthyphantes hambergi Schenkel, 1931; trasferita al genere Decipiphantes.
155. Lepthyphantes handschini Schenkel, 1919; trasferita al genere Mughiphantes.
156. Lepthyphantes haniensis Zhu, Wen & Sun, 1986; trasferita al genere Abiskoa.
157. Lepthyphantes heathi (Chamberlin, 1921); trasferita al genere Improphantes.
158. Lepthyphantes hebes Locket & Russell-Smith, 1980; trasferita al genere Helsdingenia.
159. Lepthyphantes hengshanensis Chen & Yin, 2000; trasferita al genere Poeciloneta.
160. Lepthyphantes henricae (Six, 1858); trasferita al genere Tenuiphantes.
161. Lepthyphantes herbicola Simon, 1884; trasferita al genere Tenuiphantes.
162. Lepthyphantes himalayensis Tanasevitch, 1987; trasferita al genere Piniphantes.
163. Lepthyphantes hindukuschensis Miller & Buchar, 1972; trasferita al genere Mughiphantes.
164. Lepthyphantes holmi Kronestedt, 1975; trasferita al genere Improphantes.
165. Lepthyphantes homonymus Denis, 1934; trasferita al genere Canariphantes.
166. Lepthyphantes huangyuanensis Zhu & Li, 1983; trasferita al genere Tchatkalophantes.
167. Lepthyphantes hyperauritus (Loksa, 1965); trasferita al genere Tchatkalophantes.
168. Lepthyphantes hyperboreus Strand, 1911; trasferita al genere Improphantes.
169. Lepthyphantes ictericus (Thorell, 1875); trasferita al genere Saaristoa.
170. Lepthyphantes ignavus Simon, 1884; trasferita al genere Mughiphantes.
171. Lepthyphantes improbulus Simon, 1929; trasferita al genere Improphantes.
172. Lepthyphantes incestoides Tanasevitch & Eskov, 1987; trasferita al genere Incestophantes.
173. Lepthyphantes incestus (L. Koch, 1879); trasferita al genere Incestophantes.
174. Lepthyphantes insignis O. P.-Cambridge, 1913; trasferita al genere Palliduphantes.
175. Lepthyphantes insularis Saito, 1935; trasferita al genere Labulla.
176. Lepthyphantes intirmus Tanasevitch, 1987; trasferita al genere Palliduphantes.
177. Lepthyphantes istrianus Kulczynski, 1914; trasferita al genere Palliduphantes.
178. Lepthyphantes jacksoni Schenkel, 1925; trasferita al genere Tenuiphantes.
179. Lepthyphantes jacksonoides van Helsdingen, 1977; trasferita al genere Tenuiphantes.
180. Lepthyphantes janetscheki Schenkel, 1939; trasferita al genere Mughiphantes.
181. Lepthyphantes janetscheki (Schenkel, 1950); trasferita al genere Mughiphantes.
182. Lepthyphantes johannislupi Denis, 1953; trasferita al genere Mughiphantes.
183. Lepthyphantes jugorum Denis, 1954; trasferita al genere Mughiphantes.
184. Lepthyphantes kahmanni Wunderlich, 1980; trasferita al genere Palliduphantes.
185. Lepthyphantes kalaensis Bosmans, 1985; trasferita al genere Palliduphantes.
186. Lepthyphantes karpinskii (O. P.-Cambridge, 1873); trasferita al genere Anguliphantes.
187. Lepthyphantes kaszabi Wunderlich, 1995[10]; trasferita al genere Epigytholus.
188. Lepthyphantes keyserlingi (Ausserer, 1867); trasferita al genere Ipa.
189. Lepthyphantes khobarum Charitonov, 1947; trasferita al genere Palliduphantes.
190. Lepthyphantes klingelbachi Wunderlich, 1977; trasferita al genere Megalepthyphantes.
191. Lepthyphantes kochi Kulczynski, 1898; trasferita al genere Improphantes.
192. Lepthyphantes kochiellus (Strand, 1900); trasferita al genere Incestophantes.
193. Lepthyphantes kolosvaryi Caporiacco, 1936; trasferita al genere Bolyphantes.
194. Lepthyphantes korculensis Miller, 1978; trasferita al genere Palliduphantes.
195. Lepthyphantes korgei Saaristo & Tanasevitch, 1996; trasferita al genere Mansuphantes.
196. Lepthyphantes kotulai Kulczynski, 1904; trasferita al genere Incestophantes.
197. Lepthyphantes kronebergi Tanasevitch, 1989; trasferita al genere Megalepthyphantes.
198. Lepthyphantes kuhitangensis Tanasevitch, 1989; trasferita al genere Megalepthyphantes.
199. Lepthyphantes labilis Simon, 1913; trasferita al genere Palliduphantes.
200. Lepthyphantes lagodechiensis Mcheidze, 1997; trasferita al genere Tenuiphantes.
201. Lepthyphantes lagodekhensis Tanasevitch, 1990; trasferita al genere Bolyphantes.
202. Lepthyphantes lamprus Chamberlin, 1920; trasferita al genere Incestophantes.
203. Lepthyphantes laricetorum Tanasevitch & Eskov, 1987; trasferita al genere Incestophantes.
204. Lepthyphantes latebricola (L. Koch, 1879); trasferita al genere Mughiphantes.
205. Lepthyphantes leprosoides Schmidt, 1975; trasferita al genere Tenuiphantes.
206. Lepthyphantes lepthyphantiformis (Strand, 1907); trasferita al genere Formiphantes.
207. Lepthyphantes leruthi Denis, 1952; trasferita al genere Tenuiphantes.
208. Lepthyphantes liguricus Simon, 1929; trasferita al genere Palliduphantes.
209. Lepthyphantes linyphioides Denis, 1937; trasferita al genere Theonina.
210. Lepthyphantes lithoclasicola Deltshev, 1983; trasferita al genere Mughiphantes.
211. Lepthyphantes lofotensis (Strand, 1901); trasferita al genere Oryphantes.
212. Lepthyphantes longiscapus Wunderlich, 1987; trasferita al genere Palliduphantes.
213. Lepthyphantes longiseta Simon, 1884; trasferita al genere Palliduphantes.
214. Lepthyphantes longispinosus O. P.-Cambridge, 1896; trasferita al genere Selenyphantes.
215. Lepthyphantes lorifer Simon, 1907; trasferita al genere Palliduphantes.
216. Lepthyphantes lyricus Zorsch, 1937; trasferita al genere Poeciloneta.
217. Lepthyphantes macer Tanasevitch, 1986; trasferita al genere Piniphantes.
218. Lepthyphantes magnus Tanasevitch, 1987; trasferita al genere Himalaphantes.
219. Lepthyphantes malickyi Wunderlich, 1980; trasferita al genere Palliduphantes.
220. Lepthyphantes mansuetus (Thorell, 1875); trasferita al genere Mansuphantes.
221. Lepthyphantes margaritae Denis, 1934; trasferita al genere Palliduphantes.
222. Lepthyphantes maritimus Tanasevitch, 1988; trasferita al genere Anguliphantes.
223. Lepthyphantes martensi Thaler, 1987; trasferita al genere Himalaphantes.
224. Lepthyphantes marusiki Tanasevitch, 1988; trasferita al genere Mughiphantes.
225. Lepthyphantes mauensis Caporiacco, 1949; trasferita al genere Improphantes.
226. Lepthyphantes melitensis Bosmans, 1994; trasferita al genere Palliduphantes.
227. Lepthyphantes mengei Kulczynski, 1887; trasferita al genere Tenuiphantes.
228. Lepthyphantes mercedes Chamberlin & Ivie, 1943; trasferita al genere Incestophantes.
229. Lepthyphantes merretti Millidge, 1975; trasferita al genere Mughiphantes.
230. Lepthyphantes midas Simon, 1884; trasferita al genere Midia.
231. Lepthyphantes miguelensis Wunderlich, 1992; trasferita al genere Tenuiphantes.
232. Lepthyphantes milleri Starega, 1972; trasferita al genere Palliduphantes.
233. Lepthyphantes minimus Deeleman-Reinhold, 1985; trasferita al genere Palliduphantes.
234. Lepthyphantes miser (O. P.-Cambridge, 1882); trasferita al genere Aphileta.
235. Lepthyphantes molestus Tao, Li & Zhu, 1995; trasferita al genere Molestia.
236. Lepthyphantes monachus Simon, 1884; trasferita al genere Tenuiphantes.
237. Lepthyphantes montanouralensis Esyunin & Efimik, 1991; trasferita al genere Improphantes.
238. Lepthyphantes montanus Kulczynski, 1898; trasferita al genere Palliduphantes.
239. Lepthyphantes monticola (Kulczynski, 1881); trasferita al genere Anguliphantes.
240. Lepthyphantes morosus Tanasevitch, 1987; trasferita al genere Tenuiphantes.
241. Lepthyphantes mughi (Fickert, 1875); trasferita al genere Mughiphantes.
242. Lepthyphantes multidentatus Wunderlich, 1987; trasferita al genere Improphantes.
243. Lepthyphantes murmanicola Strand, 1913[10]; trasferita al genere Oryphantes.
244. Lepthyphantes naili Bosmans & Bouragba, 1992; trasferita al genere Canariphantes.
245. Lepthyphantes nanus Kulczynski, 1898; trasferita al genere Canariphantes.
246. Lepthyphantes nanus (Schenkel, 1950); trasferita al genere Mughiphantes.
247. Lepthyphantes nanyuensis Chen & Yin, 2000; trasferita al genere Ryojius.
248. Lepthyphantes nasus Paik, 1965; trasferita al genere Anguliphantes.
249. Lepthyphantes nebulosoides Wunderlich, 1977; trasferita al genere Megalepthyphantes.
250. Lepthyphantes nebulosus (Sundevall, 1830); trasferita al genere Megalepthyphantes.
251. Lepthyphantes negrei Dresco, 1951; trasferita al genere Bordea.
252. Lepthyphantes nepalensis Tanasevitch, 1987; trasferita al genere Anguliphantes.
253. Lepthyphantes nigrescens O. P.-Cambridge, 1912; trasferita al genere Neriene.
254. Lepthyphantes nigriventris (L. Koch, 1879); trasferita al genere Tenuiphantes.
255. Lepthyphantes nigromaculatus (Zhu & Wen, 1983); trasferita al genere Mughiphantes.
256. Lepthyphantes nitidus (Thorell, 1875); trasferita al genere Improphantes.
257. Lepthyphantes numidus Simon, 1911; trasferita al genere Troglohyphantes.
258. Lepthyphantes numilionis Tanasevitch, 1987; trasferita al genere Mughiphantes.
259. Lepthyphantes obscurus (Blackwall, 1841); trasferita al genere Obscuriphantes.
260. Lepthyphantes occidentalis Machado, 1949; trasferita al genere Megalepthyphantes.
261. Lepthyphantes occultus Tanasevitch, 1987; trasferita al genere Mughiphantes.
262. Lepthyphantes ollivieri Denis, 1957[10]; trasferita al genere Obscuriphantes.
263. Lepthyphantes omega Denis, 1952; trasferita al genere Mughiphantes.
264. Lepthyphantes oredonensis Denis, 1950; trasferita al genere Palliduphantes.
265. Lepthyphantes ornithes Barrows, 1940; trasferita al genere Taranucnus.
266. Lepthyphantes oromii Ribera & Blasco, 1986; trasferita al genere Troglohyphantes.
267. Lepthyphantes ovalis Tanasevitch, 1987; trasferita al genere Mansuphantes.
268. Lepthyphantes ovtchinnikovi Tanasevitch, 1989; trasferita al genere Mughiphantes.
269. Lepthyphantes palaeformisTanasevitch, 1989[10]; trasferita al genere Bolyphantes.
270. Lepthyphantes pallidiventris Miller & Kratochvíl, 1948; trasferita al genere Formiphantes.
271. Lepthyphantes pallidus (O. P.-Cambridge, 1871); trasferita al genere Palliduphantes.
272. Lepthyphantes palmensis Wunderlich, 1992; trasferita al genere Palliduphantes.
273. Lepthyphantes pamiricus Tanasevitch, 1989; trasferita al genere Improphantes.
274. Lepthyphantes papalis Simon, 1929; trasferita al genere Palliduphantes.
275. Lepthyphantes parallelogrammus Simon, 1884; trasferita al genere Improphantes.
276. Lepthyphantes parenzani Caporiacco, 1932; trasferita al genere Microlinyphia.
277. Lepthyphantes parmatus Tanasevitch, 1990; trasferita al genere Mansuphantes.
278. Lepthyphantes parvus Tanasevitch, 1990; trasferita al genere Mughiphantes.
279. Lepthyphantes pepticus Tanasevitch, 1988; trasferita al genere Ipa.
280. Lepthyphantes perexiguus Simon & Fage, 1922; trasferita al genere Metaleptyphantes.
281. Lepthyphantes perseus van Helsdingen, 1977; trasferita al genere Tenuiphantes.
282. Lepthyphantes pillichi Kulczynski, 1915; trasferita al genere Palliduphantes.
283. Lepthyphantes pinicola Simon, 1884; trasferita al genere Piniphantes.
284. Lepthyphantes pinicola valesiacus Schenkel, 1925; trasferita al genere Piniphantes.
285. Lepthyphantes pirini Drensky, 1921; trasferita al genere Ipa.
286. Lepthyphantes pisai Miller, 1951; trasferita al genere Formiphantes.
287. Lepthyphantes pisai bukkensis Loksa, 1970; trasferita al genere Formiphantes.
288. Lepthyphantes plumatus Tanasevitch, 1986; trasferita al genere Piniphantes.
289. Lepthyphantes plumipes Tanasevitch, 1987; trasferita al genere Tenuiphantes.
290. Lepthyphantes pollicaris Zorsch, 1937; trasferita al genere Incestophantes.
291. Lepthyphantes potaniniTanasevitch, 1989; trasferita al genere Improphantes.
292. Lepthyphantes pseudoarciger Wunderlich, 1985; trasferita al genere Mansuphantes.
293. Lepthyphantes pseudoobscurus Marusik, Hippa & Koponen, 1996; trasferita al genere Obscuriphantes.
294. Lepthyphantes pulcher (Kulczynski, 1881); trasferita al genere Mughiphantes.
295. Lepthyphantes pulcheroides Wunderlich, 1985; trasferita al genere Mughiphantes.
296. Lepthyphantes punctulatus Holm, 1939; trasferita al genere Bolyphantes.
297. Lepthyphantes pygmaeus (Menge, 1866); trasferita al genere Tenuiphantes.
298. Lepthyphantes pyrenaeus Denis, 1953; trasferita al genere Mughiphantes.
299. Lepthyphantes quadrimaculatus Kulczynski, 1898; trasferita al genere Ipa.
300. Lepthyphantes rabeleri Schenkel, 1929; trasferita al genere Palliduphantes.
301. Lepthyphantes rectilamellus Deltshev, 1988; trasferita al genere Mansuphantes.
302. Lepthyphantes relativus (O. P.-Cambridge, 1879); trasferita al genere Tenuiphantes.
303. Lepthyphantes reprobus Kulczynski, 1916; trasferita al genere Bathyphantes.
304. Lepthyphantes retezaticus Ruzicka, 1985; trasferita al genere Tenuiphantes.
305. Lepthyphantes rhodopensis (Drensky, 1931); trasferita al genere Antrohyphantes.
306. Lepthyphantes rhomboideus (Paik, 1985); trasferita al genere Crispiphantes.
307. Lepthyphantes riyueshanensis Zhu & Li, 1983; trasferita al genere Tchatkalophantes.
308. Lepthyphantes roeweri Wiehle, 1961; trasferita al genere Centrophantes.
309. Lepthyphantes rossi Caporiacco, 1927; trasferita al genere Mansuphantes.
310. Lepthyphantes rotundatus Tanasevitch, 1987; trasferita al genere Mughiphantes.
311. Lepthyphantes rubens Wunderlich, 1987; trasferita al genere Palliduphantes.
312. Lepthyphantes rupeus Tanasevitch, 1986; trasferita al genere Tchatkalophantes.
313. Lepthyphantes rupium Thaler, 1984; trasferita al genere Mughiphantes.
314. Lepthyphantes rutilalus Zhu & Tu, 1986; trasferita al genere Syedra.
315. Lepthyphantes sabulosus (Keyserling, 1886); trasferita al genere Tenuiphantes.
316. Lepthyphantes sacer Tanasevitch, 1986; trasferita al genere Bolyphantes.
317. Lepthyphantes sachalinensis Tanasevitch, 1988; trasferita al genere Sachaliphantes.
318. Lepthyphantes sajanensis Eskov & Marusik, 1994; trasferita al genere Agyphantes.
319. Lepthyphantes salfii Dresco, 1949; trasferita al genere Palliduphantes.
320. Lepthyphantes sammamish Levi & Levi, 1955; trasferita al genere Saaristoa.
321. Lepthyphantes sanctibenedicti Brignoli, 1971; trasferita al genere Pseudomaro.
322. Lepthyphantes sanctivincenti (Simon, 1872); trasferita al genere Palliduphantes.
323. Lepthyphantes sbordonii Brignoli, 1970; trasferita al genere Palliduphantes.
324. Lepthyphantes sanfilippoi Caporiacco, 1950; trasferita al genere Tenuiphantes.
325. Lepthyphantes schenkeli Miller, 1937; trasferita al genere Troglohyphantes.
326. Lepthyphantes schenkeli Vogelsanger, 1948; trasferita al genere Mughiphantes.
327. Lepthyphantes schmitzi Kulczynski, 1899; trasferita al genere Palliduphantes.
328. Lepthyphantes sennae Caporiacco, 1922; trasferita al genere Mughiphantes.
329. Lepthyphantes serratistylus Roewer, 1931; trasferita al genere Palliduphantes.
330. Lepthyphantes setifer Tanasevitch, 1987; trasferita al genere Mughiphantes.
331. Lepthyphantes severus Thaler, 1990; trasferita al genere Mughiphantes.
332. Lepthyphantes sherpa Tanasevitch, 1987; trasferita al genere Mughiphantes.
333. Lepthyphantes sibiricus Tanasevitch, 1986; trasferita al genere Anguliphantes.
334. Lepthyphantes silli Weiss, 1987; trasferita al genere Anguliphantes.
335. Lepthyphantes simoni Kulczynski, 1894; trasferita al genere Mansuphantes.
336. Lepthyphantes simplex Emerton, 1926; trasferita al genere Meioneta.
337. Lepthyphantes sirimoni Bosmans, 1979; trasferita al genere Limoneta.
338. Lepthyphantes slivnensis Drensky, 1931; trasferita al genere Palliduphantes.
339. Lepthyphantes sobrius (Thorell, 1871); trasferita al genere Mughiphantes.
340. Lepthyphantes solivagus Tanasevitch, 1986; trasferita al genere Palliduphantes.
341. Lepthyphantes sophianus (Drensky, 1931); trasferita al genere Antrohyphantes.
342. Lepthyphantes spasskyi Tanasevitch, 1986; trasferita al genere Ipa.
343. Lepthyphantes spatulifer (Chamberlin, 1928); trasferita al genere Incestophantes.
344. Lepthyphantes spelaeomoravicus Kratochvíl & Miller, 1940; trasferita al genere Improphantes.
345. Lepthyphantes spelaeorum Kulczynski, 1914; trasferita al genere Palliduphantes.
346. Lepthyphantes spiniger Simon, 1929; trasferita al genere Tenuiphantes.
347. Lepthyphantes steinboecki Schenkel, 1934; trasferita al genere Mughiphantes.
348. Lepthyphantes sterneri Eskov & Marusik, 1994; trasferita al genere Flagelliphantes.
349. Lepthyphantes stramencola Scharff, 1990; trasferita al genere Tenuiphantes.
350. Lepthyphantes strandi Kolosváry, 1934; trasferita al genere Palliduphantes.
351. Lepthyphantes striatiscapus Wunderlich, 1987; trasferita al genere Tenuiphantes.
352. Lepthyphantes stygius Simon, 1884; trasferita al genere Palliduphantes.
353. Lepthyphantes styriacus Thaler, 1984; trasferita al genere Mughiphantes.
354. Lepthyphantes subterraneus Miller & Kratochvíl, 1948; trasferita al genere Palliduphantes.
355. Lepthyphantes suffusus Strand, 1901; trasferita al genere Mughiphantes.
356. Lepthyphantes supremus Tanasevitch, 1986; trasferita al genere Bolyphantes.
357. Lepthyphantes taczanowskii (O. P.-Cambridge, 1873); trasferita al genere Mughiphantes.
358. Lepthyphantes tauricola Strand, 1910; trasferita al genere Piniphantes.
359. Lepthyphantes tchatkalensis Tanasevitch, 1983; trasferita al genere Tchatkalophantes.
360. Lepthyphantes tenebricola (Wider, 1834); trasferita al genere Tenuiphantes.
361. Lepthyphantes tenebricoloides Schenkel, 1938; trasferita al genere Tenuiphantes.
362. Lepthyphantes tenerifensis Wunderlich, 1992; trasferita al genere Palliduphantes.
363. Lepthyphantes tenuis (Blackwall, 1852); trasferita al genere Tenuiphantes.
364. Lepthyphantes terrenus (L. Koch, 1879); trasferita al genere Ipa.
365. Lepthyphantes tes Marusik, Hippa & Koponen, 1996[10]; trasferita al genere Oryphantes.
366. Lepthyphantes theosophicus Tanasevitch, 1987; trasferita al genere Palliduphantes.
367. Lepthyphantes theridiformis (Emerton, 1911); trasferita al genere Poeciloneta.
368. Lepthyphantes thucididis Brignoli, 1979; trasferita al genere Palliduphantes.
369. Lepthyphantes tienschangensis Tanasevitch, 1986; trasferita al genere Mughiphantes.
370. Lepthyphantes tomskica (Strand, 1900); trasferita al genere Tenuiphantes.
371. Lepthyphantes torvus Kulczynski, 1926; trasferita al genere Mughiphantes.
372. Lepthyphantes tranteevi Miller, 1958; trasferita al genere Antrohyphantes.
373. Lepthyphantes triglavensis Miller & Polenec, 1975; trasferita al genere Mughiphantes.
374. Lepthyphantes trilobatus Palmgren, 1965; trasferita al genere Mughiphantes.
375. Lepthyphantes trimaculatus Denis, 1937; trasferita al genere Palliduphantes.
376. Lepthyphantes tripartitus Miller & Svaton, 1978; trasferita al genere Anguliphantes.
377. Lepthyphantes triramus Chamberlin & Ivie, 1947; trasferita al genere Incestophantes.
378. Lepthyphantes trispathulatus (Urquhart, 1886); trasferita al genere Laetesia.
379. Lepthyphantes trnovensis (Drensky, 1931); trasferita al genere Palliduphantes.
380. Lepthyphantes troglodytes (L. Koch, 1872); trasferita al genere Palliduphantes.
381. Lepthyphantes trucidans (L. Koch, 1879); trasferita al genere Mughiphantes.
382. Lepthyphantes tuberculifer Denis, 1945; trasferita al genere Palliduphantes.
383. Lepthyphantes turkestanicus Tanasevitch, 1989; trasferita al genere Megalepthyphantes.
384. Lepthyphantes umbraticola (Keyserling, 1886); trasferita al genere Improphantes.
385. Lepthyphantes uncinatus Schenkel, 1936; trasferita al genere Obscuriphantes.
386. Lepthyphantes unicornis (O. P.-Cambridge, 1873); trasferita al genere Parawubanoides.
387. Lepthyphantes ussuricus Tanasevitch, 1988; trasferita al genere Anguliphantes.
388. Lepthyphantes uzbekistanicus Tanasevitch, 1983; trasferita al genere Piniphantes.
389. Lepthyphantes vaginatus Tanasevitch, 1983; trasferita al genere Vagiphantes.
390. Lepthyphantes valentinae Charitonov, 1935; trasferita al genere Bathyphantes.
391. Lepthyphantes variabilis Kulczynski, 1887; trasferita al genere Mughiphantes.
392. Lepthyphantes varians (Kulczynski, 1882); trasferita al genere Mughiphantes.
393. Lepthyphantes vignai Brignoli, 1971; trasferita al genere Palliduphantes.
394. Lepthyphantes vittatus Spassky, 1941; trasferita al genere Mughiphantes.
395. Lepthyphantes washingtoni Zorsch, 1937; trasferita al genere Incestophantes.
396. Lepthyphantes whymperi F. O. P.-Cambridge, 1894; trasferita al genere Mughiphantes.
397. Lepthyphantes wiehlei von Broen, 1965; trasferita al genere Improphantes.
398. Lepthyphantes wunderlichi Saaristo & Tanasevitch, 1996; trasferita al genere Tenuiphantes.
399. Lepthyphantes xinjiangensis Hu & Wu, 1989; trasferita al genere Megalepthyphantes.
400. Lepthyphantes yadongensis Hu, 2001; trasferita al genere Mughiphantes.
401. Lepthyphantes yeti Tanasevitch, 1987; trasferita al genere Mughiphantes.
402. Lepthyphantes zebra (Emerton, 1882); trasferita al genere Tenuiphantes.
403. Lepthyphantes zebrinus (Menge, 1866); trasferita al genere Improphantes.
404. Lepthyphantes zelatus Zorsch, 1937; trasferita al genere Tenuiphantes.
405. Lepthyphantes zhejiangensis Chen, 1991; trasferita al genere Microlinyphia.
406. Lepthyphantes zibus Zorsch, 1937; trasferita al genere Tenuiphantes.
407. Lepthyphantes zimmermanni Bertkau, 1890; trasferita al genere Tenuiphantes.
408. Lepthyphantes zonatus Simon, 1884; trasferita al genere Canariphantes.
409. Lepthyphantes zonsteini Tanasevitch, 1989; trasferita al genere Piniphantes.
410. Lepthyphantes zygius Tanasevitch, 1993; trasferita al genere Anguliphantes.

### Sinonimi
- Lepthyphantes aciculifer Simon, 1929 posta in sinonimia con la Lepthyphantes notabilis Kulczyński, 1887, a seguito di un lavoro di Thaler (1982a)[1].
- Lepthyphantes aciculifer dilutior Simon, 1929 posta in sinonimia con la Lepthyphantes notabilis Kulczyński, 1887 a seguito di un lavoro di Thaler (1982a).
- Lepthyphantes antrorum Dresco, 1951 posta in sinonimia con la Lepthyphantes eugeni Roewer, 1942 a seguito di un lavoro di Brignoli (1983c).
- Lepthyphantes bureschi (Drensky, 1931) posta in sinonimia con la Lepthyphantes centromeroides Kulczyński, 1914, a seguito di un lavoro di Deltshev (1972b).
- Lepthyphantes clarus Oi, 1960[11], posta in sinonimia con la Lepthyphantes serratus Oi, 1960 a seguito di un lavoro degli aracnologi Ono, Matsuda & Saito del 2009.
- Lepthyphantes groenlandicus (Lenz, 1897) posta in sinonimia con la Lepthyphantes turbatrix (O. P.-Cambridge, 1877) a seguito di un lavoro di Braendegaard del 1946.
- Lepthyphantes himuronisSaito, 1992[11] posta in sinonimia con la Lepthyphantes serratus Oi, 1960 a seguito di un lavoro degli aracnologi Ono, Matsuda & Saito del 2009.
- Lepthyphantes lombardus Caporiacco, 1941 posta in sinonimia con la Lepthyphantes notabilis Kulczyński, 1887, a seguito di un lavoro di Thaler, (1982a).
- Lepthyphantes minhenensis Zhu & Li, 1983 posta in sinonimia con la Lepthyphantes hamifer Simon, 1884, a seguito di uno studio degli aracnologi Tao, Li & Zhu del 1995.
- Lepthyphantes salti Denis, 1950 posta in sinonimia con la Lepthyphantes biseriatus Simon & Fage, 1922, a seguito di un lavoro di Bosmans del 1978.
- Lepthyphantes subalpinus (Emerton, 1882) posta in sinonimia con la Lepthyphantes turbatrix (O. P.-Cambridge, 1877), a seguito di un lavoro di Holm del 1967.

### Omonimie sostituite
- Lepthyphantes coiffaiti Denis, 1955; esemplari riconosciuti omonimi della specie Lepthyphantes speculae Denis, 1959[1].
- Lepthyphantes complicatus (Banks, 1892); trasferita dal genere Microneta, i suoi esemplari sono stati riconosciuti omonimi della specie Lepthyphantes intricatus (Emerton, 1911)[1].
- Lepthyphantes ictericus Simon, 1929; esemplari riconosciuti omonimi della specie Lepthyphantes eugeni Roewer, 1942[1].

### Nomina dubia
- Lepthyphantes ivanovi Pakhorukov, 1981; esemplare femminile reperito in Russia, a seguito di uno studio di Tanasevitch, 1992, le è stato attribuito lo status di nomen dubium[1].
- Lepthyphantes melanopleuros (Grube, 1861); esemplare femminile reperito in Russia, originariamente ascritto al genere Linyphia e trasferito qui da Simon in un suo lavoro (1884a); a seguito di uno studio di Tanasevitch, 1992, le è stato attribuito lo status di nomen dubium[1].
- Lepthyphantes melanotus Drensky, 1921, esemplare femminile, rinvenuto in Europa orientale e originariamente denominato come Lepthyphantes nebulosus m., è stato elevato a specie da un lavoro di Wunderlich (1977b); a seguito di uno studio di Deltshev del 2003, è da considerarsi nomen dubium[1].
- Lepthyphantes moratus Hull, 1912; esemplare reperito in Scozia, a seguito di uno studio di Bristowe, 1941, è da considerarsi nomen dubium[1].
- Lepthyphantes suldalensis Strand, 1903; esemplare maschile rinvenuto in Norvegia, a seguito di uno studio di van Helsdingen, Thaler & Deltshev, 1977, è da considerarsi nomen dubium[1].
- Lepthyphantes tenoides Kolosváry, 1938; esemplare femminile, rinvenuto nei Balcani a seguito di uno studio di van Helsdingen, Thaler & Deltshev, 1977, è da considerarsi nomen dubium[1].